# Heidelbergi ember
A heidelbergi ember (Homo heidelbergensis)  maradványai a Günz–Mindel-interglaciális és a Mindel–Riss-interglaciális (felmelegedési) korszakokból származnak, koruk 200–600 000 év között változik. Ide sorolják például Mauer, Steinheim an der Murr, Reilingen (Németország), Atapuerca (Spanyolország),  Arago barlang (Franciaország), Boxgrove, Swanscombe (Anglia), „Samu” – Vértesszőlős (Magyarország), Apidima, Petralona (Görögország) leleteit.

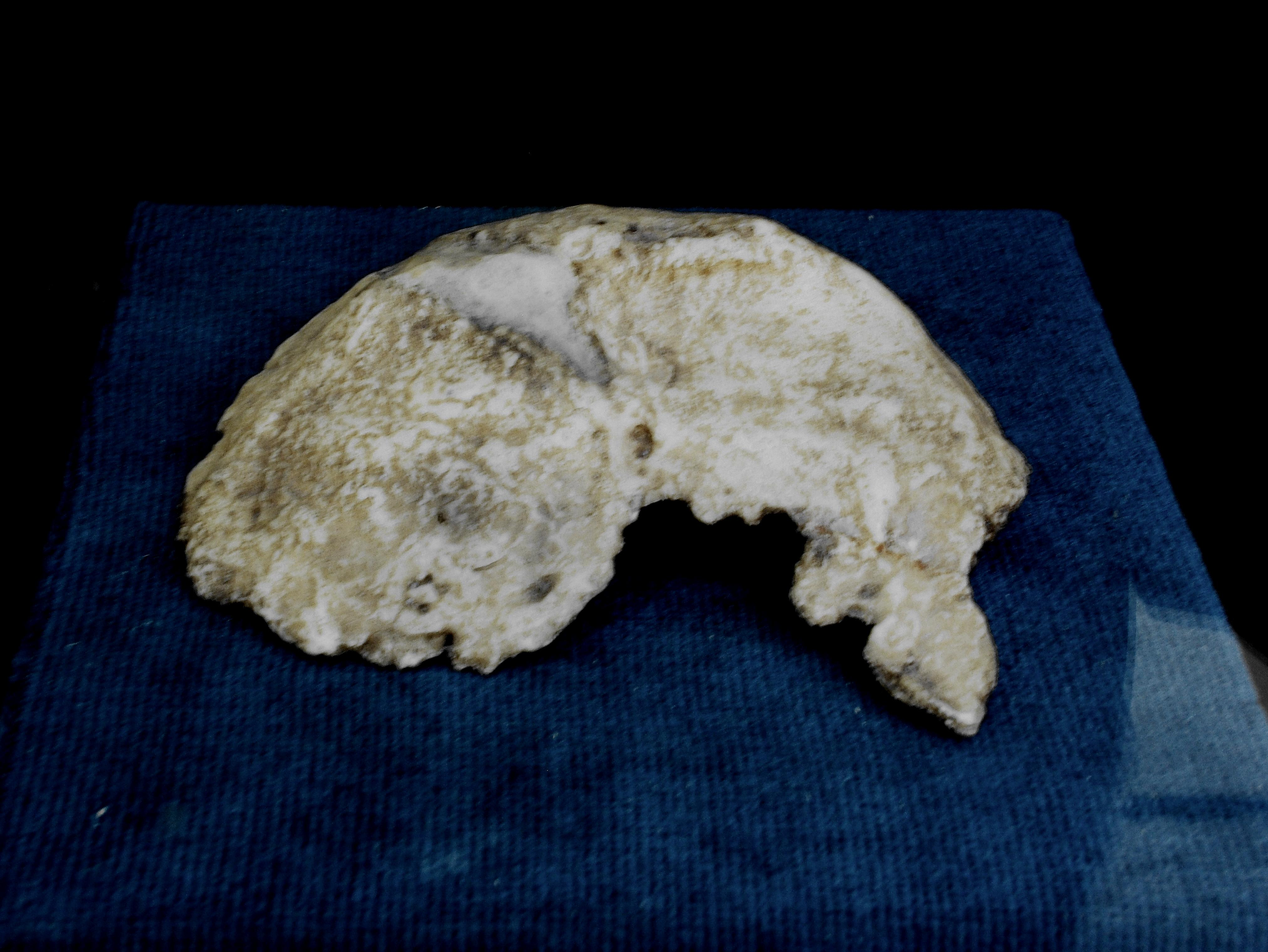
Homo erectus (seu sapiens) palaeohungaricus, azaz Sámuel

Sok antropológus  nem ismeri el önálló taxonnak, hanem a Homo erectus európai változatának tekinti. A heidelbergi emberrel egyidőben a tisztán Homo erectusnak tartott előemberek maradványai is megtalálhatóak ugyanebből a korszakból (ilyen lelőhely például a spanyolországi Atapuerca és a németországi Bilzingsleben).

## Felfedezés
Az első fosszíliát, a Mauer 1 állkapocscsontot, 1907-ben egy munkás fedezte fel a németországi Mauer településen, Heidelbergtől délkeletre. A leletet a következő évben Otto Schoetensack német antropológus írta le, aki a *Homo heidelbergensis* típuspéldányának nyilvánította. Az állkapocscsontot főként archaikus vonásai – különösen hatalmas mérete – miatt sorolta új fajba, és akkoriban ez volt a legrégebbi emberi állkapocs az európai fosszíliák között, körülbelül 640 ezer éves. Az állkapocs jól megőrzött, hiányzik azonban a bal előzápfogak, a bal első zápfog egy része, a bal koronanyúlvány csúcsa (az állkapocs ízületi része), valamint a középső szakasz néhány darabja, mivel a leletet két darabban találták és össze kellett ragasztani. Az enyhe kopásnyomok alapján a lelet valószínűleg egy fiatal felnőtté volt.  
1921-ben a Kabwe 1 koponyát fedezte fel Tom Zwiglaar svájci bányász Kabwéban, Zambiában (akkori nevén Broken Hill, Észak-Rhodézia), és Arthur Smith Woodward angol paleontológus egy új fajhoz, a "H. rhodesiensis"-hez sorolta. Ezek a középső pleisztocénből származó Homo fajok közé tartoznak, amelyekből számosat írtak le a 20. század első felében.  
Az 1950-es években Ernst Mayr belépett az antropológia területére, és a Homo fajok "zavarba ejtő sokfélesége" láttán három fajra egyszerűsítette az osztályozást: "H. transvaalensis" (az australopithecusok), H. erectus (beleértve a Mauer állkapcsot, valamint számos afrikai és ázsiai fosszíliát) és Homo sapiens (amely magában foglalta a modern embereket és a neandervölgyieket, mint H. erectus utódait). Mayr szerint ezek egy sorozatos vonalba illeszkedtek, ahol minden faj a következővé fejlődött (kronoszfajok). Bár később Mayr különválasztotta az australopithecusokat, a Homo fajok sokféleségéről alkotott konzervatív nézete a következő évtizedekben széles körben elfogadottá vált.
1976-ban a spanyolországi Sierra de Atapuerca régióban található Sima de los Huesos (SH) lelőhelyen Emiliano Aguirre, José María Basabe és Trinidad Torres spanyol paleontológusok kezdték meg az archaikus emberi maradványok feltárását. Az ásatásokat az indokolta, hogy amatőr barlangkutatók a 20. század elejétől kezdve több barlangi medve (Ursus deningeri) maradványát találták meg, amelyek néhány emberi csontot is megsemmisítettek.  
1990-re mintegy 600 emberi maradványt jelentettek, és 2004-re a számuk körülbelül 4000-re nőtt. Ezek legalább 28 egyént képviselnek, amelyek közül valószínűleg csak egy gyermek, a többi tizenéves vagy fiatal felnőtt. A fosszíliaegyüttes kivételesen teljes, mivel a testeket gyorsan temették el, és minden testi elem megtalálható.  
1997-ben Juan Luis Arsuaga spanyol paleoantropológus ezeket a H. heidelbergensis-hez sorolta, de 2014-ben visszavonta ezt az állítást, mivel a Mauer állkapcsában jelen lévő neandervölgyiekhez köthető jellemzők hiányoznak az SH populációban.

## Osztályozás
A paleantropológiában a középső pleisztocént gyakran nevezik "kavarnak a közepén", mivel az ebben az időszakban talált archaikus emberi maradványok fajszintű osztályozása erősen vitatott. Ebben az időszakban váltak szét a modern emberek (*Homo sapiens* vagy *H. s. sapiens*) és a neandervölgyiek (*H. neanderthalensis* vagy *H. s. neanderthalensis*) ősei. A hagyományos nézet szerint a *H. heidelbergensis*-t tekintik az utolsó közös ősüknek (LCA), ami azt jelentené, hogy a *H. heidelbergensis* egy kronoszfaj tagja. Az is vita tárgya, hogy a H. heidelbergensis nevet kiterjesszék-e a középső pleisztocén minden archaikus emberére az Óvilágban, vagy korlátozzák csak az európai populációkra. Az utóbbi esetben az afrikai középső pleisztocén maradványokat "H. rhodesiensis"-ként különítenék el. Egyes nézetek szerint a "H. rhodesiensis" lehet a modern emberek közvetlen őse, vagy egy köztes faj, mint például a H. helmei, amelyből a modern ember fejlődött ki.
A középső pleisztocén európai maradványok közül néhány egyértelműen a neandervölgyiek vonalához köthető (például SH, Pontnewydd, Steinheim és Swanscombe), míg mások kevés neandervölgyi jellemzőt mutatnak (például a francia Tautavel, az olasz Ceprano, a magyar Vértesszőlős, a német Bilzingsleben, a szerb Mala Balanica és a portugál Aroeira). Ez alapján egyes kutatók több vonalat vagy fajt feltételeznek ebben az időszakban és régióban. Jean-Jacques Hublin francia paleantropológus azonban úgy véli, hogy ez alaptalan túlzás, és ezek egyszerűen egy változatos, de egymással összekapcsolódó faj populációi lehettek. 2015-ben Marie Antoinette de Lumley azt javasolta, hogy az egyszerűbb, kevésbé neandervölgyi jellegű maradványokat külön fajként vagy a *H. erectus* alfajaként különítsék el (például az Arago-leleteket "H. e. tautavelensis"-ként).
2021-ben Mirjana Roksandic kanadai antropológus és kollégái a *H. heidelbergensis* és a "H. rhodesiensis" teljes megszüntetését javasolták. A "H. rhodesiensis" név elhagyását azzal indokolták, hogy az Cecil Rhodes nevét viseli, aki az afrikai fekete lakosság elnyomásában játszott szerepet. Az európai *H. heidelbergensis*-t a *H. neanderthalensis*-hez sorolták, míg a "H. rhodesiensis" helyett egy új fajt vezettek be, a "H. bodoensis"-t. Ez magában foglalná az összes afrikai maradványt, valamint néhány közel-keleti és balkáni példányt (például Ceprano, Mala Balanica, HaZore'a és Nadaouiyeh Aïn Askar), amelyek nem mutatnak neandervölgyi vonásokat. A "H. bodoensis" a modern emberek közvetlen őse lenne, de nem tartalmazná a modern emberek és a neandervölgyiek közös ősét. A kutatók szerint a középső pleisztocén változatosságát az okozhatta, hogy a "H. bodoensis" időszakosan bevándorolt Európába, majd keveredett a helyi populációkkal.
Ezeket az ajánlásokat azonban több szakértő, köztük Chris Stringer, elutasította, mivel a javaslatok nem kínáltak egyértelmű megoldást a taxonómiai problémákra, és megsértették a névhasználati szabályokat.

## Evolúció
A Homo heidelbergensis az afrikai Homo erectus (más besorolás szerint Homo ergaster) leszármazottja lehetett, amely körülbelül 2 millió évvel ezelőtt kezdte meg korai kivándorlását Afrikából. Az Európába és Afrikában maradt populációk H. heidelbergensis-sé fejlődtek, vagy külön fajként jelentek meg Európában (H. heidelbergensis) és Afrikában ("H. rhodesiensis"). Az Ázsiába kivándorolt csoportok viszont H. erectus s. s.-sé fejlődtek. A korai pleisztocén vége felé a fosszíliák hiányosságai megnehezítik az ősfaj pontos meghatározását.
Egy 2016-os kutatás szerint az etiópiai Melka Kunture Formációból származó, 875 ezer éves koponyamaradványok átmeneti formát képviselhetnek a H. ergaster és a H. heidelbergensis között, megerősítve, hogy a H. heidelbergensis Afrikából származhatott.
Genetikai elemzések szerint a modern emberek és a neandervölgyiek közös őse kettévált egy modern emberi ágra és egy Neandervölgyi-Denyiszovai ágra, amely később tovább oszlott Neandervölgyiekre és Denyiszovaiakra. A 430 ezer éves Sima de los Huesos (SH) emberek közeli rokonságot mutatnak a neandervölgyiekkel, ami arra utal, hogy a modern ember és a neandervölgyiek közös őse jóval korábban élt, mint az európai H. heidelbergensis-nek tulajdonított minták, például az Arago és Petralona leletek.
1997-ben José María Bermúdez de Castro és társai a spanyol Gran Dolinában felfedezett, körülbelül egymillió éves Homo antecessor-t a modern ember és a neandervölgyiek közös ősének javasolták, míg a H. heidelbergensis-t csak európai fajként, kizárólag a neandervölgyiek ősének tekintették. Később visszavonták ezt az elméletet. 2020-ban egy H. antecessor fogból nyert ősi fehérjék elemzése arra utalt, hogy ez a faj inkább a közös ős testvércsoportjához tartozott, nem pedig maga a közös ős volt.
A H. heidelbergensis elterjedése az északi szélesség 45°-án túl korlátozott volt az alsó paleolitikumban, rövid ideig tartó északi kirajzásokra van bizonyíték egy millió évvel ezelőttől kezdve. Körülbelül 700 ezer évvel ezelőtt azonban tartósabb populációk jelentek meg, valószínűleg a kézi balták technológiájának elterjedésével és a hideg éghajlathoz való viselkedési alkalmazkodással összefüggésben. Az ilyen jellegű települések 500 ezer évvel ezelőttől váltak gyakoribbá.
2023-ban egy több mint 3000 modern ember genomját vizsgáló elemzés kimutatta, hogy a Homo sapiens ősi populációja 800–900 ezer évvel ezelőtt kevesebb mint 1300 egyedre csökkent. Giorgio Manzi antropológus szerint ez a genetikai szűkület kiválthatta a H. heidelbergensis evolúcióját.

## Megjelenése
A Homo heidelbergensis koponyája modernebb vonásokat mutat, mint a korábbi Homo erectus/ergaster. Az orrnyílás függőleges elhelyezkedésű, a homlok- és falcsont szélesebb és kerekebb, ami az agykoponya térfogatának növekedését tükrözi. Az átlagos agytérfogat 1206 cm3, nagyobb a H. erectus 973 cm3-es átlagánál, de kisebb a modern ember (férfiaknál 1270 cm3) és a neandervölgyiek (férfiaknál 1600 cm3) értékénél. Az állkapocs jellegzetességei közé tartozik a csökkent állcsúcs, több kis nyílás az őrlőfogak közelében, és a rágóizom számára kialakított mélyedés. Ezek a jellemzők az emberi evolúció átmeneti állapotát tükrözik, a korábbi archaikus és a későbbi, modernebb fajok között.
A faj testméreteinek alakulását nehéz pontosan meghatározni, mivel kevés végtagcsont és koponyán kívüli (posztkraniális) maradvány áll rendelkezésre. Az SH (Sima de los Huesos) embereknél a hosszú csontok alapján a férfiak átlagos testmagassága körülbelül 169,5 cm (5 láb 7 hüvelyk), a nőké pedig 157,7 cm (5 láb 2 hüvelyk) volt, a maximum értékek pedig 177 cm (5 láb 10 hüvelyk) és 160 cm (5 láb 3 hüvelyk). Egy Jinniushan-ból származó női részleges csontváz testmagasságát viszont körülbelül 165 cm-re (5 láb 5 hüvelyk) becsülik, ami jelentősen magasabb, mint az SH nőké. Egy Kabwe-ből származó sípcsont becsült testmagassága 181,2 cm (5 láb 11 hüvelyk), ami a középső pleisztocén legmagasabb példányai közé tartozik. Elképzelhető azonban, hogy ez az egyén szokatlanul nagy termetű volt, vagy aránytalanul hosszú sípcsonttal rendelkezett a combcsonthoz viszonyítva.
Ha ezek a példányok valóban képviselik saját kontinensük populációját, akkor feltételezhető, hogy közepesnél magasabb és magas testalkatú emberek voltak jellemzőek a középső pleisztocén Óvilágában. Ebben az esetben a legtöbb archaikus emberfaj populációja átlagosan 165–170 cm (5 láb 5 hüvelyk – 5 láb 7 hüvelyk) testmagasságot ért volna el. Ezzel szemben a korai modern emberek feltűnően magasabbak voltak: a Skhul és Qafzeh maradványai alapján a férfiak átlagosan 185,1 cm-es (6 láb 1 hüvelyk), a nők pedig 169,8 cm-es (5 láb 7 hüvelyk) testmagasságot mutatnak, ami összesítve 177,5 cm-es (5 láb 10 hüvelyk) átlagot jelent. Ez valószínűleg a hosszú lábak energiahatékonyabbá tételére szolgált a hosszútávú mozgáshoz.
Egy különösen masszív combcsont felső része került elő a namíbiai Berg Aukas bányából, amely körülbelül 20 km-re található Grootfonteintől keletre. Eredetileg úgy becsülték, hogy a csont egy 93 kg-os (205 font) férfitól származhatott, de később arra a következtetésre jutottak, hogy a szokatlan méret oka a rendkívül aktív életmód lehetett fiatal korban, ami a csont méretének növekedését eredményezte egyébként átlagos testalkat mellett. Ha ez igaz, akkor a Berg Aukas-i egyén valószínűleg hasonló arányokkal rendelkezett, mint Kabwe 1.
A H. Heidelbergiensisnél két testalkattípus különíthető el: a modern emberhez hasonló, keskeny mellkasú és gracilis testfelépítés, valamint a neandervölgyiekre jellemző, széles mellkasú és robusztus testalkat. Bár korábban úgy vélték, hogy a gracilis alkat a középső pleisztocén emberek általános jellemzője volt, újabb leletek – különösen a Sima de los Huesos (SH) populáció maradványai – arra utalnak, hogy a robusztusabb, neandervölgyi típus szélesebb körben elterjedhetett. Ennek alapján a modern emberi testalkat viszonylag későn, a modern emberek kialakulásával jelent meg. Az SH populáció koponyájának robusztussága ellenére a nemek közötti méretkülönbség (nemi dimorfizmus) a modern emberek szintjén mozgott.
Ezen archaikus emberek medencéje és combcsontja az archaikus Homo fajokra jellemző vonásokat mutatott. A medence szélesebb, magasabb és vastagabb volt, mint a neandervölgyieké vagy a modern embereké.
Jellemzői közé tartozott:
- Az előre helyezkedő acetabulocristalis támasz, amely a csípőtaréj stabilitását segítette.
- A jól definiált supraacetabularis barázda a csípőízület és az ilium között.
- A vékony, téglalap alakú felső szeméremág, szemben a modern ember vastagabb, erősebb szerkezetével.

A lábfej anatómiai sajátossága a bokaízület magasabb hengeres része (trochlea), amely nagyobb rugalmasságot biztosított, különösen dorsalflexió és plantarflexió során. Ezek a jellemzők a középső pleisztocén emberek alkalmazkodását tükrözik a környezeti kihívásokhoz és életmódjukhoz.
A Sima de los Huesos (SH) embereinek maradványai rendkívül értékes információkat nyújtanak arról, milyen kihívásokkal néztek szembe a középső pleisztocénben élő emberek. Betegségek, sérülések és táplálkozási stressz mind jelen voltak az életükben, de az is nyilvánvaló, hogy ezekkel együtt is képesek voltak közösségük támogatására és gondoskodásra.
Az SH 5-ös koponya talán a legdrámaibb példája annak, milyen betegségek érhették el az embereket. Az egyén bal szemgödrénél egy súlyos fertőzés nyomait találták, amely egy szájüregi tályogból indulhatott ki. A fertőzés — az úgynevezett orbitalis cellulitisz — végül szepszishez vezethetett, ami az egyén halálát okozta.
Egy másik figyelemre méltó példány az SH 1-es medence, amely egy 45 évnél idősebb férfitól származik. Ez az életkor rendkívüli volt ebben az időszakban, amikor az emberek ritkán éltek idős korig. Ugyanakkor a férfi súlyos mozgásszervi problémákkal küzdött, például az ágyéki csigolyáinak elváltozásai és a gerinc deformitásai miatt állandó hátfájdalmat élhetett át. Ezek az állapotok aligha tették volna lehetővé, hogy önállóan túléljen, így valószínű, hogy a közössége gondoskodott róla.
Egy serdülő maradványai (Cranium 14) különösen érdekesek. Ez az egyén egy ritka, lambdoid varrat korai záródásának (*craniosynostosis*) nevezett állapotban szenvedett, amely a koponya deformitását eredményezte. A fiú körülbelül 10 éves korában halt meg, de minden jel arra utal, hogy közössége nem hagyta magára betegsége miatt. Ugyanolyan gondoskodást kapott, mint a többi gyermek, ami az együttérzés és a társadalmi kohézió bizonyítéka.
A faj egyedeinek fogain gyakran figyelhető meg zománchiány, amely a táplálkozási stressz időszakaira utal. Az ilyen elváltozások a populáció 40%-ánál voltak jelen, ami magasabb, mint a korábbi homininoknál, például az *Paranthropus robustus*-nál. Azonban a neandervölgyiek még ennél is magasabb arányban szenvedtek el ilyen problémákat.
A táplálkozási stressz csúcsa 3½ éves korban jelentkezett, ami valószínűleg a szoptatásról való leválasztás időszakával függ össze. Ez összhangban áll a neandervölgyieknél megfigyelt 4 éves csúccsal, valamint a modern vadászó-gyűjtögető társadalmak szoptatási szokásaival.

## Életmódja
Úgy tűnik, hogy a középső pleisztocén közösségek gyakrabban fogyasztottak nagyvadakat, mint elődeik, és a hús fontos étrendi összetevővé vált. Európában a Homo heidelbergensis bizonyítottan vadászta a régió legnagyobb megafauna fajait, például az egyenes agyarú elefántot (amelynek csontjain számos helyszínen vágásnyomokat és/vagy kőeszközöket találtak, amelyek a feldolgozást igazolják) és a Stephanorhinus nemzetséghez tartozó orrszarvúkat. Németországban, a Schöningen-i dárdák lelőhelyén kiterjedt bizonyítékokat találtak lovak feldolgozására. Az angliai Boxgrove lelőhelyen őz, ló és orrszarvú feldolgozásának nyomai kerültek elő. A franciaországi Terra Amata lakói főként szarvasokat fogyasztottak, de elefánt, vaddisznó, kőszáli kecske, orrszarvú és őstulok is szerepelt az étrendjükben. Afrikai lelőhelyeken általában szarvasmarhák és lovak csontjai kerülnek elő. Bár lehetséges, hogy a tetemeket egyszerűen csak zsákmányolták, néhány afro-európai lelőhelyen bizonyíték van egyes fajok célzott vadászatára, ami inkább aktív vadászatra utal. Például a kenyai Olorgesailie lelőhelyen több mint 50-60 páviánt (*Theropithecus oswaldi*) találtak, míg a spanyol Torralba és Ambrona lelőhelyeken elefántcsontokat találtak nagy számban (de orrszarvúak és nagy patás állatok is előkerültek). A húsfogyasztás növekedése arra utalhat, hogy a középső pleisztocénben fejlődtek ki a csoportos vadászati stratégiák. Például Torralba és Ambrona lelőhelyeken az állatokat valószínűleg mocsaras területekre hajtották, mielőtt megölték őket, ami nagy létszámú vadászok koordinált és szervezett támadását feltételezi.
Azonban a vízi élelemforrások kihasználása általában hiányosnak tűnik, annak ellenére, hogy néhány lelőhely közel helyezkedett el az óceánokhoz, tavakhoz vagy folyókhoz. Valószínű, hogy a közösségek gyakran fogyasztottak növényi eredetű táplálékot, köztük szezonálisan elérhető növényeket is, de ezek kihasználásának mértéke nem világos, mivel a növényi maradványok nem fosszilizálódnak olyan jól, mint az állati csontok. A németországi Schöningen lelőhely közelében becslések szerint több mint 200 növényfaj lehetett fogyasztható nyersen vagy főzve, bár magán a lelőhelyen viszonylag kevés növényi maradványt találtak.

## Technológia
A korai kőkorszaki (alsó paleolit) technológia az Oldowan eszközökkel indult, amelyeket később az Acheuli-ipar váltott fel, jellemzően szimmetrikus kőbaltákkal. Az Acheuli-ipar mintegy egymillió éves időszakot ölel fel, és bár technológiailag stagnálónak tűnik, finom változások figyelhetők meg benne. Az Acheuli-ipart gyakran két részre osztják: Korai Acheuli: Vastagabb, kevésbé finomított kőeszközök. Késő Acheuli: Vékonyabb, szimmetrikusabb eszközök, gyakran előre elkészített kőalapokból formázva. Az Acheuli-eszközök Afrikából eljutottak Nyugat- és Dél-Ázsiába, majd Dél-Európába, de a Movius-vonalon túl keletre nem terjedtek el. Ez a kulturális átadás hiányára vagy a megőrzési torzításra utalhat.
Bár a korai emberek hidegebb éghajlatokra is benyomultak, a tűzhasználat első biztos nyomai csak 400-300 ezer évvel ezelőtt jelennek meg Európában. Afrikában azonban a tűz természetes forrásokból való begyűjtése már 1,6 millió évvel ezelőtt kezdődhetett. Az első folyamatos tűzhasználati hely Afrikán kívül a 780 ezer éves izraeli Gesher Benot Ya'aqov.
Európában a legkorábbi építmények 700 ezer évesek, például a csehországi Přezletice lelőhely kőalapjai. Ezek szilárd alapú, időjárás ellen védett kunyhók lehettek, ágas-fás boltozatos tetővel. Későbbi példák, például a franciaországi Terra Amata és a németországi Bilzingsleben, kisebb, átlagosan 3,5 × 3 méteres alapterületű építmények, melyeket főként alvásra használtak.Lándzsák és fegyverek
A legkorábbi biztos lándzsák a 300 ezer éves németországi Schöningen lelőhelyről származnak. Ezek 2,1–2,4 méter hosszú, fa alapanyagú eszközök voltak, hasonlóak a modern sportgerelyekhez. Rövidtávú vadászatra és védekezésre is alkalmasak lehettek. Más példák közé tartozik a 120 ezer éves Lehringen-lándzsa és a dél-afrikai Kathu Pan lelőhely 500 ezer éves eszközei, amelyekre kőhegyeket rögzítettek. Az 545–509 ezer éves kenyai Kapthurin Formation a legkorábbi penge- és pengehegy-technológia nyomait tartalmazza, bár ezek ritkák maradtak a középső paleolit időszakban is. Nem egyértelmű, hogy ez egy hosszú hagyomány része volt-e, vagy több emberfaj függetlenül újra és újra feltalálta.

## Nyelv és kultúra
Az SH emberek nyelvcsontja (mely a nyelvet támasztja) hasonló volt a modern emberéhez, és a középfülcsontjaik képesek voltak finoman megkülönböztetni a normális emberi beszéd tartományába eső frekvenciákat. A fogakon talált karcolások alapján úgy tűnik, hogy túlnyomórészt jobbkezesek voltak, és a kézdominancia összefügg az agyi funkciók lateralizációjával, amely a modern embereknél jellemzően a nyelvi feldolgozással kapcsolatos. Emiatt feltételezik, hogy ez a populáció valamilyen korai nyelvi formát használt.
Mindazonáltal ezek a tulajdonságok nem szolgálnak abszolút bizonyítékkal a nyelv és az emberi beszéd létezésére. Az ilyen anatómiai érvek ellenére a nyelv ilyen korai jelenlétét elsősorban Philip Lieberman kognitív tudós kérdőjelezte meg.
A felső paleolitikum modern emberei közismertek olyan vésett díszítéseikről, amelyek szimbolikus jelentőséggel bírhattak. 2018-ig azonban mindössze 27 középső és alsó paleolitikumból származó tárgyat azonosítottak szimbolikus vésetekkel, amelyek közül néhányról kiderült, hogy természetes vagy nem szimbolikus jelenségek (például fosszilizáció vagy ásatás során keletkezett nyomok) okozták azokat. Az alsó paleolitikumból származó példák a következők: Egy 400–350 ezer éves csont Bilzingslebenből (Németország). Három 380 ezer éves kavics Terra Amata lelőhelyéről (Franciaország). Egy 250 ezer éves kavics Markkleebergből (Németország). 18 körülbelül 200 ezer éves kavics Lazaret-ból (Terra Amata közelében). Egy 200 ezer éves kő a monacói Grotte de l'Observatoire-ból. Egy 200–130 ezer éves kavics Baume Bonne-ból (Franciaország).
A 19. század közepén Jacques Boucher de Crèvecœur de Perthes francia régész St. Acheul lelőhelyén (Amiens, Franciaország) végzett ásatásokat, ahol a kézi balták mellett perforált szivacsfosszíliákat (*Porosphaera globularis*) talált, amelyeket dekoratív gyöngyökként értelmezett. Felfedezéseit azonban teljesen figyelmen kívül hagyták. 1894-ben Worthington George Smith angol régész 200 hasonló fosszíliát fedezett fel Bedfordshire-ben (Anglia), és ő is gyöngyökként értelmezte ezeket, bár nem utalt Boucher de Perthes munkájára, valószínűleg mert nem ismerte azt. 2005-ben Robert Bednarik újravizsgálta az anyagot, és arra jutott, hogy a fosszíliák szándékosan válogatottak lehettek, mivel a természetesen változatos alakú *P. globularis* példányai itt szinte mind szferikusak voltak, és átmérőjük 10–18 mm között mozgott. A fosszíliákat valószínűleg egy parazita lyukasztotta át részben, majd egy zárt véget ütögettek, hogy a lyukat teljesen megnyissák. Az is látható, hogy a fosszíliákon kopásnyomok vannak, amelyek arra utalnak, hogy gyöngysorként viselték őket. 2009-ben azonban Solange Rigaud és Francisco d'Errico megjegyezte, hogy a módosított részek világosabbak, mint az érintetlen részek, ami azt sugallja, hogy a változások jóval később, például az ásatások során keletkezhettek. Ezenkívül megkérdőjelezték, hogy ezek a fosszíliák valóban kapcsolhatók-e az Acheuli-artefaktumokhoz, és természetes geológiai folyamatokkal vagy 19. századi gyűjtőkkel magyarázták a válogatott formákat.
A korai modern emberek és a késői neandervölgyiek (különösen 60 ezer évvel ezelőtt) széles körben használták a vörös okkert szimbolikus célokra, mivel vérszerű színt ad. Azonban az okkernek lehettek funkcionális, például gyógyászati alkalmazásai is. Más emberfajok esetében az okkerhasználat korai példái között szerepel az Olduvai-szoros (Tanzánia), ahol két vörös okkerrögöt találtak; Ambrona, ahol egy okkerrögöt egy adott formára faragtak; és Terra Amata, ahol 75 okkerrögöt hevítettek, hogy különböző színeket érjenek el, a sárgától a vörösbarnáig. Ezek a színek előnyben részesítésének és kategorizálásának korai példái lehetnek, bár ezek a gyakorlatok akkoriban még nem lehettek általánosak.
2006-ban Eudald Carbonell és Marina Mosquera azt javasolták, hogy a Sima de los Huesos (SH) homininok nem egy katasztrófa, például barlangomlás áldozatai voltak, hanem szándékosan temették el őket. Ezt arra alapozzák, hogy hiányoznak a kisgyermekek és csecsemők maradványai, amelyek egy teljes családi egységnél várhatóak lennének. Az SH embereket feltűnően egyetlen kőeszközzel, egy gondosan megmunkált, magas minőségű kvarcitból készült kézi baltával hozták összefüggésbe, amelyet szimbolikusan helyezhettek a testekkel együtt, mint temetkezési melléklet. A szimbolikus temetkezés bizonyítékai csak 300 ezer évvel később jelennek meg újra.